# Pheidole fallax
Pheidole fallax är en myrart som beskrevs av Mayr 1870. Pheidole fallax ingår i släktet Pheidole och familjen myror.

## Underarter
Arten delas in i följande underarter:
- P. f. antillensis
- P. f. arenicola
- P. f. britoi
- P. f. columbica
- P. f. emiliae
- P. f. fallacior
- P. f. fallax
- P. f. janeirensis
- P. f. jelskii
- P. f. obscurithorax
- P. f. ovalis
- P. f. puttemansi